# St. Primus (Bargstedt)

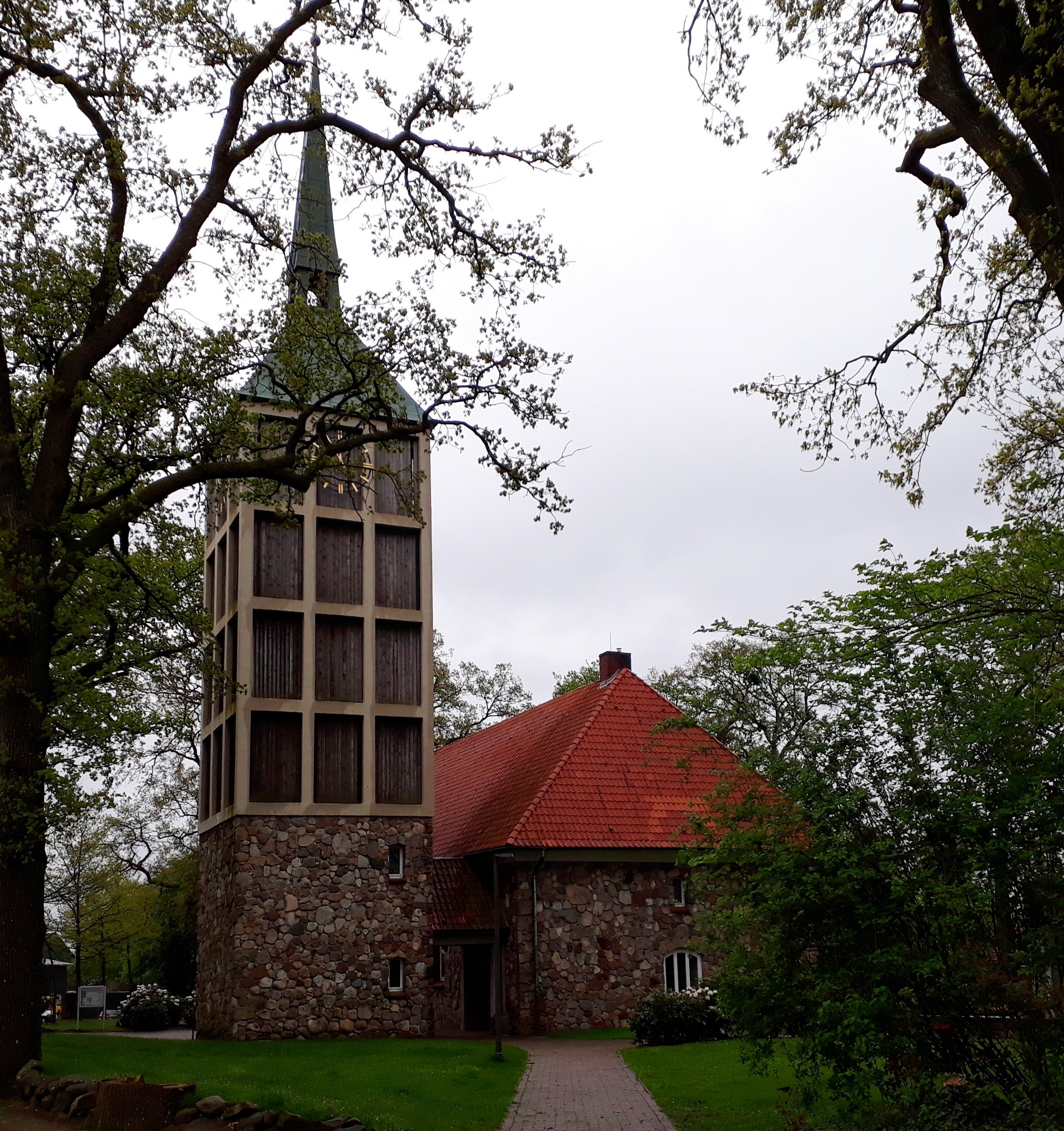
St. Primus Bargstedt

Die evangelische Dorfkirche St. Primus ist ein denkmalgeschütztes Kirchengebäude in Bargstedt im Landkreis Stade (Niedersachsen).

## Geschichte
1233 wird erstmals eine Kirche in Bargstedt erwähnt.
1793 wurden bei einem verheerenden Brand neben 34 weiteren Gebäuden auch der Kirchturm und der Dachstuhl der Kirche zerstört.

## Baugeschichte
Die jetzige 1801 gebaute und am 21. September 1802 durch Pastor Kerstens eingeweihte Kirche war zunächst turmlos und hatte auf dem Kirchhof einen Glockenstuhl. 

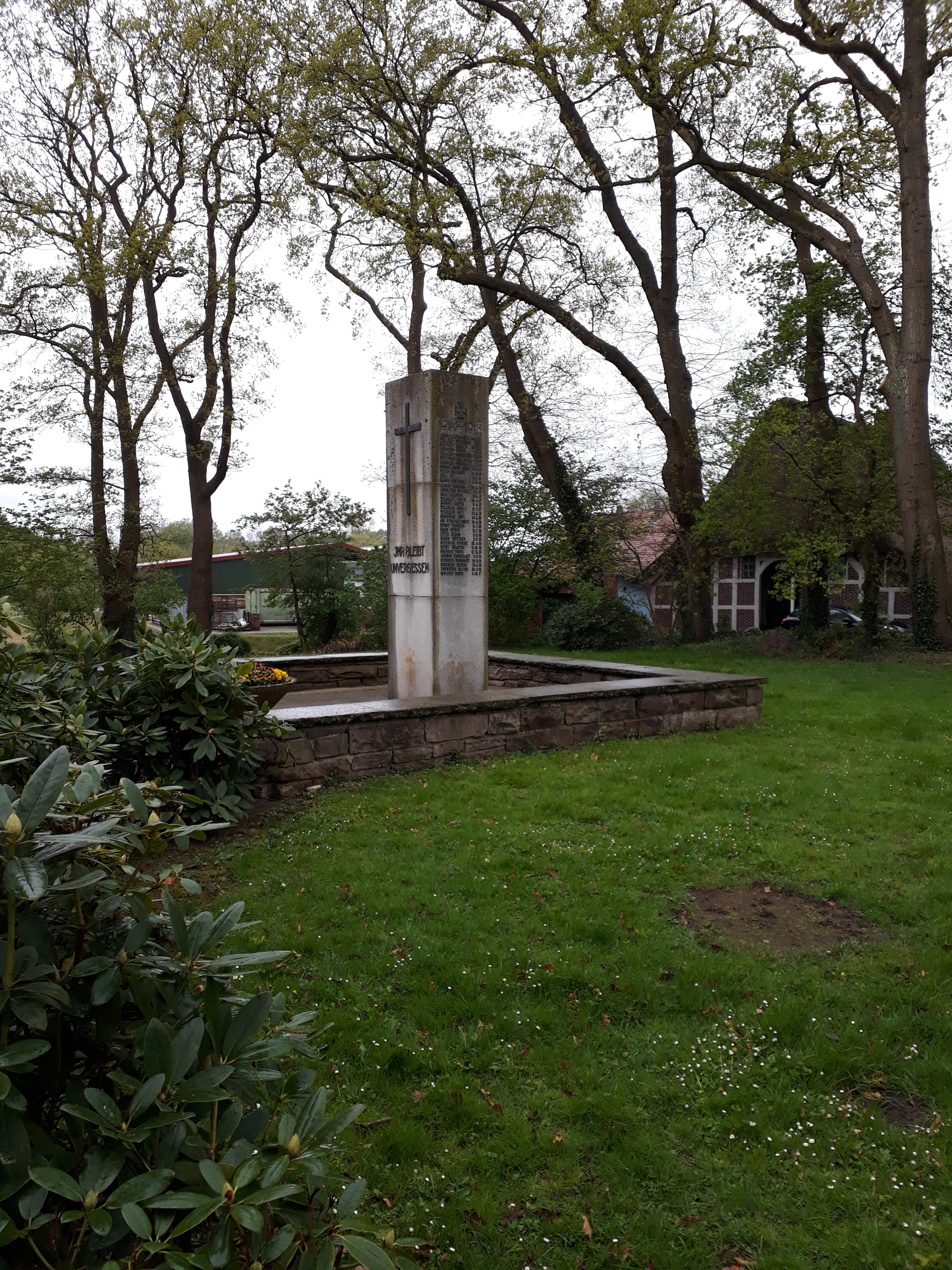
Kriegerdenkmal auf dem Kirchhof

 Der 1867 erbaute Turm wurde bei der Sanierung 1954/58 wegen erheblicher Mängel abgerissen. Am 14. Dezember 1958 wurde der neue Turm mit drei Glocken geweiht.
Bis 1972 fanden erneut Renovierungsarbeiten statt. 1973 erhielt die Kirche eine vierte Glocke.
1993 wurde ein neues Gemeindehaus gebaut und 2008 die Altarwand neu gestaltet.
Am 5. September 2010 feierte die Kirchengemeinde ihr 777-jähriges Bestehen. Die Kirche ist dem hl. Primus geweiht.

## Ausstattung

### Äußeres
Die Kirche fällt durch ihr Feldsteinmauerwerk auf.

### Inneres
Im Halbrund stehen die Stühle zur Südwand ausgerichtet, wo der Altar seinen Platz hat und eine Christusfigur von der Decke hängt. Kruzifix und Leuchter stammen von Klaus Luckey aus Hamburg.
Zwei weitere Buntglasfenster sollen in Zukunft den Altarbereich ergänzen. Sie wurden bereits 2008 von der Künstlerin Bettina Krusche aus Bremen entworfen.
Im Nebenraum, der Ehrenhalle, befindet sich ein Buntglasfenster, das in den 1970er Jahren von Charles Crodel aus München geschaffen wurde.

#### Glocken
Im Kirchturm hängen vier Glocken. Sie wurden von der Glocken- und Kunstgießerei Rincker aus der Gemeinde Sinn (Hessen) gegossen, drei im Jahr 1958, eine weitere 1973.
| Glocke | Name           | Gussjahr | Gewicht    | Durchmesser | Schlagton |
| ------ | -------------- | -------- | ---------- | ----------- | --------- |
| 1      | Christusglocke | 1958     | ca. 755 kg | 1082 mm0    | fis'-7    |
| 2      | Betglocke      | 1973     | ca. 525 kg | 966 mm      | gis'-8    |
| 3      | Glaubensglocke | 1958     | ca. 440 kg | 916 mm      | a'-7      |
| 4      | Taufglocke     | 1958     | ca. 300 kg | 807 mm      | h'-8      |

#### Orgel
Die Orgel befindet sich rechts vom Altar.

## Gemeinde
Heute gehört die Kirche Bargstedt zur evangelisch-lutherischen Kirchengemeinde St. Primus Bargstedt des Kirchenkreises Buxtehude im Sprengel Stade der Evangelisch-Lutherischen Landeskirche Hannovers mit den Dörfern Bargstedt mit Frankenmoor, Ohrensen mit Lusthoop, Brest, Hollenbeck mit Klein-Hollenbeck, Issendorf, Kakerbeck mit Kakerbeck-Doosthof und Bockholt, Oersdorf mit Kohlenhausen, Reith mit Bredenbeck und Klein-Reith und Wohlerst mit Klein Wohlerst.
Früher war die Kirche Ahlerstedt eine Filialkirche Bargstedts.

## Nachweise
1. ↑  Bargstedt, evang. Kirche St.Primus auf youtube.com

Koordinaten: 53° 27′ 33,9″ N, 9° 26′ 50,2″ O